# Эрбайоло
Эрбайоло (фр. Erbajolo, корс. Erbaghjolu) — коммуна во Франции, находится в регионе Корсика. Департамент коммуны — Верхняя Корсика. Входит в состав кантона Голо-Морозалья. Округ коммуны — Корте.
Код INSEE коммуны — 2B105.

## Население
Население коммуны на 2008 год составляло 109 человек.
| 1962 | 1968 | 1975 | 1982 | 1990 | 1999 | 2008 |
| ---- | ---- | ---- | ---- | ---- | ---- | ---- |
| 102  | 132  | 137  | 101  | 90   | 92   | 109  |

## Экономика
В 2007 году среди 57 человек в трудоспособном возрасте (15—64 лет) 37 были экономически активными, 20 — неактивными (показатель активности — 64,9 %, в 1999 году было 37,7 %). Из 37 активных работали 30 человек (14 мужчин и 16 женщин), безработных было 7 (5 мужчин и 2 женщины). Среди 20 неактивных 0 человек были учащимися или студентами, 13 — пенсионерами, 7 были неактивными по другим причинам.